# CDM Futsal Genova 2019-2020
La voce raccoglie i dati riguardanti la CDM Futsal Genova, squadra di calcio a 5 militante in serie A, nelle competizioni ufficiali del 2019-2020.

## Trasferimenti

### Sessione estiva
| Jeferson Fernando Titon | Pescara |
| Raffaele Lo Conte       | Roma    |
| Romário Vieira          | AMSAC   |
| Juanillo                | Cobà    |

| Partenze | Partenze | Partenze | Partenze |
| Nome     | a        |          |          |
| -------- | -------- | -------- | -------- |

### Sessione invernale
| Ricardo Caputo  | Spalato           |
| Renan Pizzo     | Tombesi           |
| Jonas           | Nogueiró e Tenões |
| Ricardo Zanella | Cobà              |
| Keko            | Córdoba           |

| Jeferson Fernando Titon | Real Rieti |
| Vitinho                 | Pistoia    |

## Prima squadra
| N° | Naz.                  | Ruolo | Sportivo                | Anno       |  |  |
| -- | --------------------- | ----- | ----------------------- | ---------- |  |  |
| 1  | Italia (bandiera)     | POR   | Yuri Pozzo              | 03.02.1992 |  |  |
| 2  | Italia (bandiera)     | LAT   | Andrea Lombardo         | 18.12.1992 |  |  |
| 3  | Italia (bandiera)     | DIF   | Simone Foti             | 15.11.1997 |  |  |
| 4  | Italia (bandiera)     | UNI   | Andrea Ortisi           | 12.07.1991 |  |  |
| 5  | Spagna (bandiera)     | DIF   | Saúl Marrupe            | 10.05.1990 |  |  |
| 6  | Italia (bandiera)     | DIF   | Ricardo Caputo          | 15.12.1981 |  |  |
| 7  | Brasile (bandiera)    | LAT   | Jeferson Fernando Titon | 16.02.1991 |  |  |
| 7  | Brasile (bandiera)    | LAT   | Jonas                   | 24.04.1999 |  |  |
| 8  | Brasile (bandiera)    | DIF   | Eriel Pizetta           | 17.12.1990 |  |  |
| 9  | Spagna (bandiera)     | PIV   | Keko                    | 08.05.1992 |  |  |
| 9  | Portogallo (bandiera) | LAT   | Romario Vieira          | 29.07.2000 |  |  |
| 10 | Brasile (bandiera)    | LAT   | Leandrinho              | 04.11.1986 |  |  |
| 10 | Brasile (bandiera)    | LAT   | Luiz Ricardo Zanella    | 20.05.1989 |  |  |
| 11 | Brasile (bandiera)    | LAT   | Christian Luft          | 18.02.1985 |  |  |
| 12 | Italia (bandiera)     | POR   | Gianluca Confortin      | 04.03.2000 |  |  |
| 14 | Perù (bandiera)       | DIF   | Michael Rivera          | 10.08.1999 |  |  |
| 15 | Italia (bandiera)     | LAT   | Matteo Piccarreta       | 29.07.2000 |  |  |
| 16 | Spagna (bandiera)     | PIV   | Juanillo                | 18.07.1987 |  |  |
| 17 | Brasile (bandiera)    | PIV   | Caio Belinelli          | 17.04.1997 |  |  |
| 18 | Brasile (bandiera)    | LAT   | Vitinho                 | 01.09.1999 |  |  |
| 22 | Italia (bandiera)     | POR   | Raffaele Lo Conte       | 29.07.1999 |  |  |
| 26 | Italia (bandiera)     | POR   | Luca Rosselli           | 03.01.1988 |  |  |
| 91 | Brasile (bandiera)    | UNI   | Renan Pizzo             | 07.12.1991 |  |  |

## Under-19
| N° | Naz.              | Ruolo | Sportivo         | Anno       |  |  |
| -- | ----------------- | ----- | ---------------- | ---------- |  |  |
| 5  | Italia (bandiera) | LAT   | Tommaso Chessa   | 24.12.2004 |  |  |
| 8  | Italia (bandiera) | LAT   | Daniele Donadio  | 05.10.2001 |  |  |
| 12 | Italia (bandiera) | POR   | Gabriele Mignemi | 30.01.2001 |  |  |
| 14 | Italia (bandiera) | LAT   | Daniele Donadio  | 06.04.2004 |  |  |